# Allen Leech
Alan Leech (Killiney, 18 de mayo de 1981), más conocido como Allen Leech, es un actor irlandés de cine, televisión y teatro. Comenzó su carrera profesional en 1998 con un pequeño papel en una adaptación de la obra Un tranvía llamado Deseo y obtuvo sus primeros papeles importantes en las películas irlandesas Cowboys & Angels y Man About Dog, en 2003 y 2004, respectivamente. Mientras filmaba estas, estudiaba paralelamente en el Trinity College, del cual se graduó con un Bachelor of Arts y una posterior maestría.
Posteriormente, participó en los dramas históricos Roma (2007) y Los Tudor (2010) y en las películas From Time to Time (2009) y The Sweeney (2012). Logró su mayor reconocimiento al personificar al irlandés Tom Branson en las seis temporadas del exitoso drama de época británico Downton Abbey (2010-2015). En 2018 actuó en la película Bohemian Rhapsody interpretando al actor secundario Paul Prenter.
Estuvo nominado en cuatro ocasiones al Irish Film & Television Awards (IFTA) por su trabajo en Cowboys & Angels, Love Is the Drug (2005), Legend (2007) y Downton Abbey.

## Biografía
Alan Leech nació el 18 de mayo de 1981 en Killiney, una pequeña villa turística de la región de Dublín, Irlanda. Es el tercero de los cuatro hijos de David Leech, un ejecutivo de una empresa de sistemas de computadora, y Kay Leech. Estudió en el St Michael's College y a los once años encontró su interés por la actuación cuándo interpretó al León Cobarde en la adaptación escolar de El mago de Oz.
En 1998, luego de realizar un período de práctica laboral en el Gate Theatre, se ofreció a quedarse pintando sets a cambio de una audición. Finalmente la consiguió y a la edad de dieciséis años, debutó profesionalmente con un pequeño papel en la adaptación de la obra Un tranvía llamado Deseo. En los próximos años participó en varias obras teatrales y obtuvo papeles menores en el cine y la televisión. Incluso participó en un corto en irlandés, aunque posteriormente admitió no saber hablar el idioma y haber mentido en las audiciones. Aunque sus padres querían que se dedicara a la arquitectura, apoyaron su decisión de dedicarse a la actuación, bajo la condición de que tuviese un título en el cual apoyarse. Comenzó sus estudios en el Trinity College y finalmente se recibió de Bachelor of Arts y realizó una posterior maestría. Leech luego comentó que dedicaba la mayor parte de su tiempo a las audiciones en vez de al estudio y que sobrevivió a la universidad «embaucando a todo el mundo».
En 2003, mientras estudiaba, obtuvo su primer papel de importancia en la película irlandesa Cowboys & Angels, que exploraba temas relacionados con la juventud y las drogas. Protagonizó la película junto a Michael Legge e interpretó a un estudiante de moda homosexual. Aunque la película no fue muy bien acogida, la actuación de ambos actores fue aclamada por los críticos. Según John Hart de The Seattle Times «La química entre Legge y Leech nunca decae» y en opinión de Carla Meyer de SFGate, Leech realizó su papel con «asombrosa confianza». Por su parte, Gabriel Shanks opinó que «Leech hizo su mejor esfuerzo con un personaje formado por clichés gays» y Michael O'Sullivan de The Washington Post concluyó que «el concepto de seguir el llamado personal no es nada nuevo, pero Legge y Leech lo representan de forma muy convincente». Además, su actuación le valió una nominación al Irish Film & Television Awards (IFTA) en la categoría de Mejor nuevo talento. Al año siguiente, remplazando su nombre original Alan por Allen, actuó en Man About Dog. Time Out dijo que el actor hizo una «fresca actuación [que] aporta una agradable levedad a la película, pero es Ciaran Nolan el que se roba los honores actorales».
Posteriormente, participó en las series de televisión Love Is the Drug (2004), de la RTÉ, y Legend (2006), que relata la historia de tres familias irlandesas. Al respecto de su personaje Willy en la última dijo: «[es] tan duro como el algodón. Supongo que yo soy un poco como Willy, algo blandengue». Por su trabajo en ambas series obtuvo nominaciones al IFTA en la categorías de Mejor actor en televisión y Mejor actor de reparto en televisión, respectivamente. En 2007 interpretó a Marcus Agrippa en el drama histórico de HBO Roma y en 2008 participó en el docudrama Heroes and Villains, interpretando a Edeco en el episodio sobre Atila. Durante ese tiempo, sufrió de problemas económicos debido a la falta de trabajo e incluso regreso a Irlanda para realizar la obra de bajo presupuesto Everybody Loves Sylvia en el Project Arts Centre. Leech dijo que ese período fue «realmente duro» y que llegó un momento que comenzó a preguntarse «¿por qué me metí en esto?» Tras las dificultades, formó parte del drama de época fantástico de Julian Fellowes From time to time (2009) y en tres episodios de Los Tudor (2010), interpretando a Francis Dereham. En 2011 protagonizó la película irlandesa Rewind, la cual fue una de las tres ganadoras de un concurso del Irish Film Board en el que se le otorgaban alrededor de 275 mil euros de subsidio a los proyectos ganadores. En ella interpretó a Karl, un preso que al salir de prisión busca a su exnovia, que ya formó una familia y estuvo involucrada en el crimen por el cual él fue condenado. La actuación de Leech fue aclamada como «embriagadora y aterradora» y se dijo que «su presencia dominante infunde a todas las escenas una atrapante tensión».
Entre 2010 y 2015 interpretó a Tom Branson en las seis temporadas del exitoso drama de época británico Downton Abbey, el cual fue emitido en más de cien países. Según contó Leech, originalmente había sido contratado para realizar una participación de tan solo tres episodios, pero finalmente se quedó como parte del reparto permanente. Al respecto, dijo «Me siento realmente establecido como parte de un programa que amo. Estoy muy contento en como las cosas están con Tom y estoy contento de quedarme». Por su trabajo en la misma fue nominado nuevamente al IFTA en la categoría de Mejor actor de reparto en 2013. Paralelamente a la grabación de la segunda temporada, participó en una nueva adaptación de la obra de Mike Leigh Ecstasy, en el Teatro Hampstead y luego en el Teatro Duchess del West End de Londres. Según el actor, antes de trabajar en Ecstasy hubiese dicho que prefería el cine y la televisión antes que los escenarios, pero al realizar la obra se dio cuenta «lo importante es que es trabajar en el teatro».
En 2011, realizó participaciones de un episodio en las series Primeval y Black Mirror. Al año siguiente estrenó la película de acción The Sweeney y en 2013 realizó a un villano psicótico en la película de horror In fear. Al respecto de su trabajo en la película, Leech comentó que fue «lo más interesante» que hizo y que «definitivamente fue el personaje más malévolo» que interpretó, lo cual fue «muy divertido». Ese año también filmó The Imitation Game, un drama histórico sobre Alan Turing en el cual interpreta a John Cairncross.

## Filmografía
| Año        | Película                             | Rol                   | Notas |
| ---------- | ------------------------------------ | --------------------- | --- |
| 2000       | Iníon an Fhiaclóra                   | Rory                  | Corto en irlandés. Acreditado como Alan Leech.                                                            |
| 2000       | Yesterday's Children                 | Brian                 | Telefilm. Acreditado como Alan Leech.                                                                     |
| 2002       | The Escapist                         | Policía 1             | Acreditado como Alan Leech.                                                                               |
| 2003       | Benedict Arnold: A Question of Honor | British Officer       | Telefilm. Acreditado como Alan Leech.                                                                     |
| 2003       | Cowboys & Angels                     | Vincent Cusack        | Acreditado como Alan Leech.                                                                               |
| 2004       | Battlefield Britain                  |                       | Serie de televisión (un episodio: A Clash Of Kings: The Battle Of The Boyne). Acreditado como Alan Leech. |
| 2004       | Man About Dog                        | Mo Chara              | |
| 2004       | Love Is the Drug                     | Shane Kirwen          | Serie de televisión (cuatro episodios).                                                                   |
| 2006       | Legend                               | Willy                 | Serie de televisión (seis episodios).                                                                     |
| 2007       | Roma                                 | Marco Vipsanio Agripa | Serie de televisión (ocho episodios).                                                                     |
| 2007       | Deep Breaths                         | Danny                 | Corto. |
| 2008       | Heroes and Villains                  | Edeco                 | Serie de televisión (un episodio: Attila the Hun).                                                        |
| 2008       | Factory Farmed                       |                       | Corto para el Sci-Fi-London.                                                                              |
| 2009       | From Time to Time                    | Fred Boggis           | |
| 2009       | Running Low                          | Bala Whedon           | Serie de televisión por internet (dos episodios).                                                         |
| 2010       | Rewind                               | Karl                  | |
| 2010       | Los Tudor                            | Francis Dereham       | Serie de televisión (tres episodios).                                                                     |
| 2010– 2015 | Downton Abbey                        | Tom Branson           | Serie de televisión (veintinueve episodios).                                                              |
| 2011       | Invasión jurásica                    | Oficial Sam Leonard   | Serie de televisión (un episodio).                                                                        |
| 2011       | Black Mirror                         | Pike                  | Serie de televisión (un episodio: The National Anthem).                                                   |
| 2012       | The Sweeney                          | Simon Ellis           | |
| 2012       | Assassin's Creed III                 | Thomas Hickey         | Videojuego.                                                                                               |
| 2013       | Grand Piano                          | Wayne                 | |
| 2013       | In Fear                              | Max                   | |
| 2013       | Hello Darkness                       | Mark Cooper           | |
| 2014       | The Imitation Game                   | John Cairncross       | |
| 2018       | Bohemian Rhapsody                    | Paul Prenter          | |
| 2019       | Downton Abbey                        | Tom Branson           | |
| 2024       | You Can't Run Forever                | Eddie                 | |